# Filipp Fortunatow
Filipp Fiodorowicz Fortunatow (ros. Фили́пп Фёдорович Фортуна́тов; ur. 14 stycznia 1848 w Wołogdzie, zm. 3 października 1914 w karelskiej Kosalmie) – rosyjski językoznawca. Od 1876 profesor Uniwersytetu w Moskwie, a także członek Rosyjskiej Akademii Nauk. Był twórcą moskiewskiej szkoły lingwistycznej, która odegrała ważną rolę w rozwoju językoznawstwa historyczno-porównawczego. Równocześnie z Ferdinandem de Saussure'm odkrył prawo przesunięcia akcentu indoeuropejskiego w językach bałtosłowiańskich. Określił warunki II palatalizacji prasłowiańskiej. Opublikował wiele prac na temat akcentu, fonetyki, składni języków indoeuropejskich, m.in. Indojewropiejskije pławnyje sogłasnyje w driewnieindijskom jazykie (1896), O załogach russkogo głagoła (1899), Kratkij oczerk srawnitielnoj fonietiki indojewropiejskich jazykow (1922).